# Can Patet
Can Patet és una casa del municipi de Sant Feliu de Codines (Vallès Oriental) inclosa en l'Inventari del Patrimoni Arquitectònic de Catalunya.

## Descripció
Es tracta d'una casa entre mitgeres. Consta de planta baixa i dos pisos. La coberta és a dues vessants. La façana és de pedra i està recoberta per un arrebossat de guix i pintada de blanc. El portal d'entrada és de pedra amb arc de mig punt adovellat. Hi ha també finestres quadrades de pedra.
El fet que a aquesta casa sigui coneguda com a Can Patet és degut al fet que l'antic propietari era el senyor Patet. A la façana, al costat de la finestra, hi ha una inscripció que diu: "1800". Segons els actuals propietaris molt probablement es tracta de l'any en què es van fer obres de reedificació i conservació de béns.